# فيكتور بريشيريت
فيكتور بريشيريت (15 ديسمبر 1894 - 17 ديسمبر 1955) كان نحاتًا إيطاليًا برازيليًا. عاش معظم حياته في ساو باولو، باستثناء دراسته في باريس في أوائل العشرينات من عمره. يجمع عمل بريشيريت بين تقنيات النحت الأوروبي الحديث والإشارات إلى بلده الأصلي من خلال الخصائص الفيزيائية لأشكاله البشرية والزخارف المرئية المستمدة من الفن الشعبي البرازيلي. العديد من رعاياه هم شخصيات من الكتاب المقدس أو الأساطير الكلاسيكية.

## الجدل حول مكان الميلاد
تسرد شهادة ميلاد بريشيريت البرازيلية مسقط رأسه في ساو باولو. هذا السجل البرازيلي أجري في عام 1930 عندما كان النحات يبلغ من العمر 36 عامًا بناءً على طلبه. يؤكد ديزي بيكينيني، كاتب سيرة بريشيريت، أنه ولد في الواقع في فارنيزي بإيطاليا، بناءً على سجل المواليد الأصلي الذي أجري بعد أربعة أيام فقط من ولادته. يؤكد الحكم القضائي الثاني الصادر عن محكمة ولاية ساو باولو في 15 أكتوبر 2014 أن بريشيريت ولد في إيطاليا وهاجر إلى البرازيل في عام 1904 مع عمه إنريكو ناني.